# Domenico Nettis
Domenico Nettis (né le 6 janvier 1972 à Acquaviva delle Fonti) est un athlète italien, spécialiste du sprint. 

## Biographie
Aux Championnats d'Europe 1994, Domenico Nettis remporte la médaille de bronze sur 4 x 100 mètres aux côtés de Ezio Madonia, Giorgio Marras et Sandro Floris.

### Palmarès
| Date | Compétition           | Lieu     | Résultat | Épreuve   | Performance |
| ---- | --------------------- | -------- | -------- | --------- | ----------- |
| 1994 | Championnats d'Europe | Helsinki | 3e       | 4 x 100 m | 38 s 99     |

### Records
| Épreuve    | Performance | Lieu  | Date         |
| ---------- | ----------- | ----- | ------------ |
| 100 mètres | 10 s 32     | Rieti | 28 août 1994 |